# Max Gutkind
Max Gutkind (* 25. November oder 26. November 1847 in Seesen; † 17. Dezember oder 27. Dezember 1931 in Braunschweig) war ein deutscher Bankier.

## Leben
Der Sohn des aus Frielendorf im Kurfürstentum Hessen stammenden Lotterieeinnehmers Levi Gutkind und dessen Ehefrau Elise Gutkind geb. Bremer absolvierte eine Lehre im Braunschweiger Bankhaus N. S. Nathalion Nachf., wo er anschließend als Prokurist arbeitete. Er nahm am Deutsch-Französischen Krieg 1870/1871 teil. Im Jahr 1879 gründete er das Bankhaus M. Gutkind & Co., das im Haus Brabandtstraße 8 untergebracht war. Er war 1883 an der Gründung der Aktien-Zuckerfabrik Twülpstedt beteiligt, deren Aufsichtsrat er vorstand. Er war Aufsichtsratsmitglied der Braunschweig-Hannoverschen Hypothekenbank und anderer Braunschweiger Industrieunternehmen. Daneben gehörte er der Braunschweigischen Handelskammer und dem Bezirks- bzw. Reichseisenbahnrat an. Gutkind war Präsident des am 11. Juli 1875 von ihm mitbegründeten Braunschweiger Landwehrverbands. Er war Bezirksvorsteher der städtischen Armenverwaltung und Mitglied mehrerer wohltätiger Organisationen. Gutkind gehörte zu den bedeutendsten jüdischen Bürgern der Stadt und war Träger hoher Auszeichnungen. Während des Ersten Weltkriegs organisierte er als Major in Braunschweig den Kriegshilfsdienst. Er wurde mit dem Ehrentitel eines Kommerzienrats ausgezeichnet.
Sein Bankhaus ging im Oktober 1931 infolge der Weltwirtschaftskrise in Konkurs. Gutkind starb kurze Zeit später im Dezember 1931. Er wurde als konvertierter Christ auf dem Hauptfriedhof Braunschweig bestattet. Der Jüdischen Gemeinde Braunschweig und der evangelischen St.-Magni-Gemeinde vermachte er jeweils 10.000 Reichsmark.

## Familie
Gutkind war mit Fanny geb. Hertz (1850–1927) verheiratet. Sie stand dem Elisabeth-Verein vor, war Trägerin des Braunschweigischen Kriegsverdienstkreuzes für Frauen und der Rote Kreuz-Medaille III. Klasse. Beider Sohn Walter Gutkind (1880–1976) war Jurist und emigrierte 1938 mit seiner Familie nach Großbritannien.

## Trivia
Als Höhepunkt seines Lebens beschrieb Gutkind einen Empfang beim ehemaligen Reichskanzler Otto von Bismarck im Jahr 1893, der Gutkinds militärische Verdienste im Deutsch-Französischen Krieg würdigte.